# Khinh khí cầu lớp N
N-Class, hay thông dụng hơn với tên gọi Nan ship, là một dòng khí cầu do Goodyear Aircraft Company chế tạo cho hải quân Hoa Kỳ. Dòng khí cầu này được phát triển thành nhiều phiên bản và mang nhiều tên định danh khác nhau.

## Tính năng kỹ chiến thuật (ZPG-2W)
Đặc điểm tổng quát
- Kíp lái: 21
- Chiều dài: 343 ft 0 in (104.57 m)
- Đường kính: 76 ft 0 in (23.17 m)
- Chiều cao: 107 ft 0 in (32.62 m)
- Thể tích: 1.011.000 ft3 (23.648 m3)
- Động cơ: 2 × Wright R-1300-4,-4A, 800 hp (600 kW) mỗi chiếc

Hiệu suất bay
- Vận tốc cực đại: 80 mph (128 km/h)
- Thời gian bay: trên 200 giờ